# Châu Belle Dinh
Pour les articles homonymes, voir Belle.
Châu Belle, né le 8 septembre 1977 à Hô Chi Minh-Ville, est un acteur et cascadeur français spécialiste en arts martiaux. Il est l'un des membres fondateurs du groupe Yamakasi, à l'origine de la pratique de l'art du déplacement, discipline sportive née en France. Ce même art a été cocréé et nommé Parkour par David Belle et Freerun par Sébastien Foucan. Les Yamakasi se sont fait connaître notamment grâce aux films Yamakasi, sorti en 2001, et Les Fils du vent, sorti en 2004. Il est aussi devenu chorégraphe et coordinateur de cascades au sein de Majestic Force.

## Biographie
Châu est le frère de Williams Belle, ce dernier est également membre fondateur du groupe, et le cousin de David Belle, autre figure du Parkour qu'on a remarqué dans des films tels que Banlieue 13 et sa suite Banlieue 13 : Ultimatum.
Depuis son plus jeune âge, Châu Belle, ses frères (Williams et Phung) et leurs amis se lancent déjà de nombreux défis, des épreuves de courage. Il découvre alors son premier moyen de réponse aux obstacles de la vie, et prend conscience que l’on peut dépasser ses peurs. Après l'avoir découvert, il se sert de l’architecture urbaine comme d’une aire de jeu. Après plusieurs années d’entraînement, Williams et Châu ainsi que leurs amis décident de former une association, afin de faire connaître leur discipline qu'ils nomment l'Art du déplacement. Ce collectif prend le nom de Yamakasi, qui signifie « esprit fort » en lingala, langue de la République démocratique du Congo.
Séduit par les prouesses et la philosophie des Yamakasi, Luc Besson les engage dans le film Taxi 2 pour effectuer les cascades du film. Puis il décide de produire un long-métrage d'action sur ces jeunes talents : Yamakasi, les samouraïs des temps modernes, sorti en 2001. Ce film rencontre un très grand succès tant en France (plus de 3 millions d’entrées) qu’à l’étranger (Europe, Corée, Japon, Taïwan, etc.). Quelques années plus tard, en 2004, les Yamakasi sont mis en scène dans le film Les Fils du vent. 
Par la suite, Châu et trois autres membres fondateurs du collectif poursuivent cette aventure et transmettent leur savoir en créant en 2008 l’ADD Academy à Paris.

## Filmographie
- 2000 : Taxi 2 de Gérard Krawczyk : Ninja
- 2001 : Yamakasi d'Ariel Zeitoun et Julien Seri : Baseball
- 2004 : The Great Challenge
- 2004 : Les Fils du vent de Julien Seri : Kien
- 2005 : L'Éveil du moine
- 2007 : Der Ruf der Geckos
- 2024 : Dans la cuisine des Nguyen de Stéphane Ly-Cuong